# Stojnik (Aranđelovac)
Stojnik (em cirílico: Стојник) é uma vila da Sérvia localizada no município de Aranđelovac, pertencente ao distrito de Šumadija, na região de Šumadija e Jasenica. A sua população era de 1278 habitantes segundo o censo de 2011.

## Demografia
| 1948 | 1953 | 1961 | 1971 | 1981 | 1991 | 2002 | 2011 |
| ---- | ---- | ---- | ---- | ---- | ---- | ---- | ---- |
| 1736 | 1838 | 1727 | 1662 | 1539 | 1438 | 1486 | 1278 |